# Leiocassis poecilopterus
Leiocassis poecilopterus är en fiskart som först beskrevs av Valenciennes, 1840.  Leiocassis poecilopterus ingår i släktet Leiocassis och familjen Bagridae. Inga underarter finns listade i Catalogue of Life.